# Четецень (комуна)
Четецень, Четецені (рум. Cetățeni) — комуна у повіті Арджеш в Румунії. До складу комуни входять такі села (дані про населення за 2002 рік):
- Валя-Четецуя (809 осіб)
- Лейкей (833 особи)
- Четецень (1431 особа) — адміністративний центр комуни

Комуна розташована на відстані 109 км на північний захід від Бухареста, 45 км на північний схід від Пітешть, 146 км на північний схід від Крайови, 60 км на південний захід від Брашова.

## Населення
За даними перепису населення 2002 року у комуні проживали 3073 особи. Усі жителі комуни рідною мовою назвали румунську.
Національний склад населення комуни:
| Національність | Кількість осіб | Відсоток |
| -------------- | -------------- | -------- |
| румуни         | 2995           | 97,5%    |
| цигани         | 78             | 2,5%     |

Склад населення комуни за віросповіданням:
| Релігія            | Кількість осіб | Відсоток |
| ------------------ | -------------- | -------- |
| православні        | 2907           | 94,6%    |
| бретрени           | 64             | 2,1%     |
| адвентисти         | 46             | 1,5%     |
| п'ятдесятники      | 41             | 1,3%     |
| лютерани           | 12             | 0,4%     |
| реформати          | 1              | < 0,1%   |
| греко-католики     | 1              | < 0,1%   |
| не вказали релігію | 1              | < 0,1%   |